# Büttelbronn (Langenaltheim)
Büttelbronn (fränkisch: Bidlbrun) ist ein Gemeindeteil der Gemeinde Langenaltheim im Landkreis Weißenburg-Gunzenhausen (Mittelfranken, Bayern). Die Gemarkung Büttelbronn hat eine Fläche von 8,935 km². Sie ist in 700 Flurstücke aufgeteilt, die eine durchschnittliche Flurstücksfläche von 12764,99 m² haben. In ihr liegt neben dem namensgebenden Ort der Gemeindeteil Mauthaus.

## Geografische Lage
Unmittelbar nördlich des Pfarrdorfs befindet sich der Saubuckel (533 m ü. NHN), ca. 1,5 südwestlich der Steinbass (572 m ü. NHN).
Büttelbronn liegt unweit der B 2 von Nürnberg nach Augsburg. Die Kreisstraße WUG 7 führt nach Langenaltheim bzw. zur Bundesstraße 2. Eine Gemeindeverbindungsstraße führt nach Wittesheim.

## Geschichte
Im Geographischen statistisch-topographischen Lexikon von Franken (1799) wird der Ort folgendermaßen beschrieben: „Bittelbrunn, evangelisches Pfarrdorf, liegt 4 Stunden von Eichstätt an der Grenze der Grafschaft Pappenheim gegen die Pfalz-Neuburgische Lande, wovon 4 Unterthanen zum eichstättischen Pfleg- und Kasten-Amt Mörnsheim gehören. Es giebt allda mehrere Nadler.“
Mit dem Gemeindeedikt (frühes 19. Jahrhundert) wurde Büttelbronn eine Ruralgemeinde, zu der Mauthaus gehörte. Am 1. Mai 1978 wurde diese nach Langenaltheim eingemeindet.

### Einwohnerentwicklung
| Jahr          | 1910 | 1933 | 1939 | 1987 |
| Einwohnerzahl | 307  | 303  | 287  | 300  |

## Baudenkmäler
- St. Trinitatis: Evangelisch-lutherische Pfarrkirche St. Trinitatis, Chorturmkirche, Turm im Kern romanisch, mit Spitzhelm, Langhaus 1724; mit Ausstattung; Kirchhof, mittelalterlich, mit Ummauerung an der Westseite bis zu fünf Meter Höhe; dreigeschossiger Torturm, 17./18. Jahrhundert, im Kern mittelalterlich.

## Personen
- Johann Heinrich Zorn (* 2. April 1698, Bieswang; † 15. August 1748, Büttelbronn), evangelischer Theologe und Ornithologe